# Parque nacional Lago Bindegolly
Lago Bindegolly es un parque nacional en Queensland (Australia), ubicado a 871 km al oeste de Brisbane y a 40 km de la ciudad de Thargomindah.
Está ubicado en la bioregión tierras de Mulga y fue establecido para proteger a una población de la planta rara Acacia ammophila. Tiene tres lagos, dos salados y uno de agua dulce. Sirve de refugio para las aves marinas.

## Aves
Un área de 318 km² del lago y sus alrededores ha sido identificada por la organización BirdLife International como un Área importante para la conservación de las aves (AICA) debido a que mantiene cerca del 1% da la población mundial de  malvasías australiana y avocetas austraianas así como poblaciones del chorlito australiano, periquito rosado, acantiza pizarrosa, melifágido de cabeza gris, mielero blanquinegro, melifágido multicolor, pomatostomus halli, zordala picocuña oriental y zordala pechicastaña.